# Festival RTP da Canção 1992
El XXIX Festival RTP da Canção se celebró el 7 de marzo de 1992 en el Teatro São Luíz de Lisboa. Se celebraron 5 semifinales antes de la final, cada una con tres canciones. El ganador de cada semifinal pasaba a la final, donde, junto con 5 canciones elegidas internamente por la RTP, había 10 canciones. La canción ganadora se decidió por los votos de 22 jurados regionales. 
El ganador fue Amor d'água fresca, cantada por Dina y compuesta por Ondina Veloso (Dina) y Rosa Lobato de Faria.

## Resultados de la final
| N.º | Cantante       | Canción                     | Puntos | Posición |
| --- | -------------- | --------------------------- | ------ | -------- |
| 1   | Rita Guerra    | "Meu amor inventado em mim" | 170    | 2        |
| 2   | Dina           | "Amor d'água fresca"        | 230    | 1        |
| 3   | Luís Duarte    | "Um amigo sempre à mão"     | 47     | 10       |
| 4   | José Carvalho  | "Foi aparecida"             | 100    | 8        |
| 5   | Isabel Campelo | "Boa noite tristeza"        | 141    | 4        |
| 6   | Nani           | "Eu sou maria-rapaz"        | 157    | 3        |
| 7   | Os Safari      | "Amo o sol"                 | 140    | 5        |
| 8   | Maria Emauz    | "Outra noite"               | 52     | 9        |
| 9   | Cristina Roque | "A tua cor café"            | 137    | 6        |
| 10  | Diana          | "Um adeus que demora"       | 102    | 7        |

## Portugal en Eurovisión
Dina cantó 8ª en la noche del festival, siguiendo a Suecia y precediendo a Chipre. Recibió 26 puntos en total, 8 puntos de Alemania e Israel, 5 de Yugoslavia, 2 de Finlandia y Grecia y 1 de Italia, colocándose en el puesto 17 de 23 países.